# 램버스 (런던)

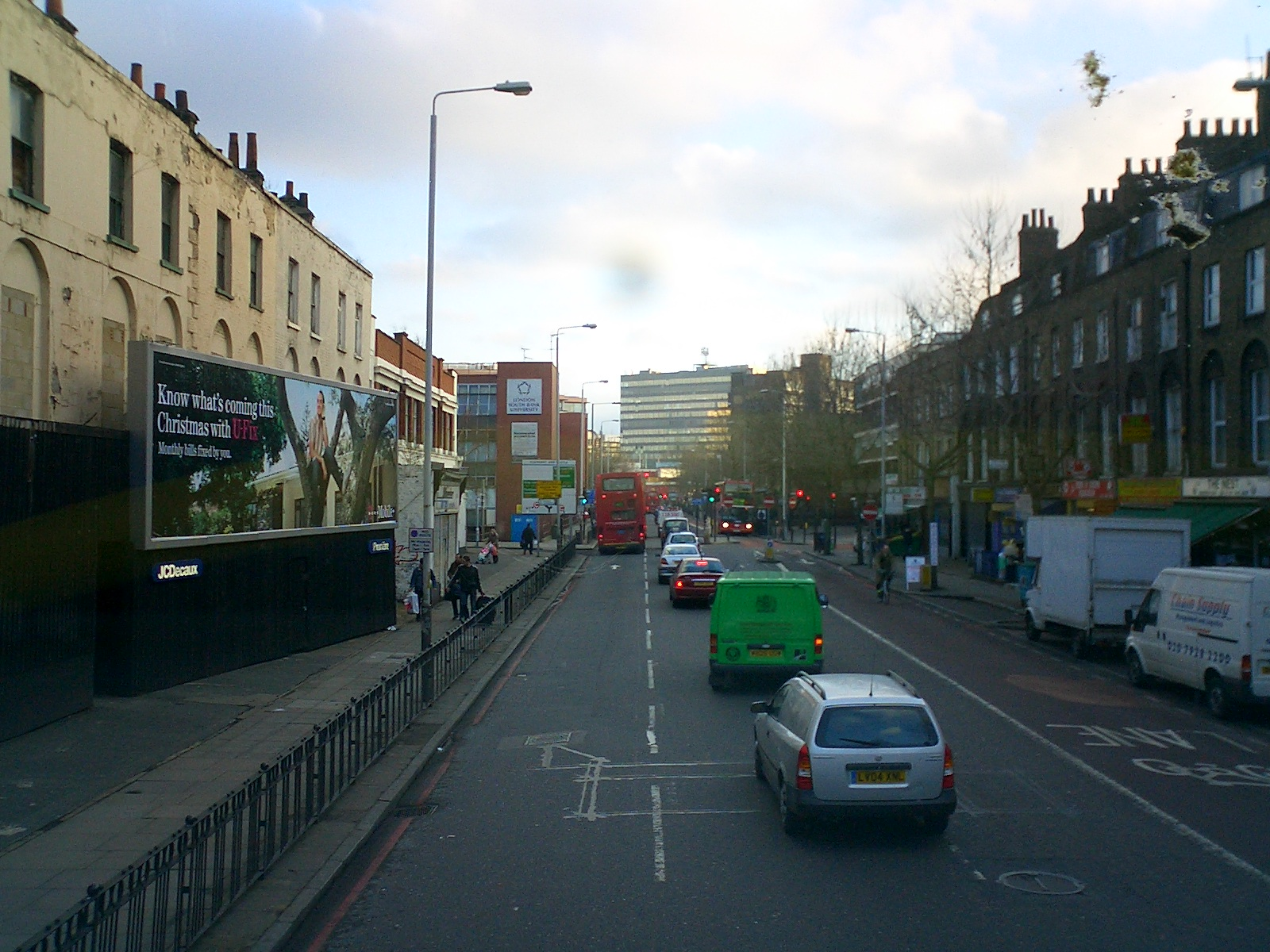
램버스

램버스(Lambeth)는 잉글랜드 런던의 한 지역이다. 램버스의 인구 수는 2011년 기준으로 총 303,086명이다.